# Xã Charlestown, Quận Clark, Indiana
Xã Charlestown (tiếng Anh: Charlestown Township) là một xã thuộc quận Clark, tiểu bang Indiana, Hoa Kỳ. Năm 2010, dân số của xã này là 13.450 người.